# Arvid Wallman
Arvid Wallman (n. 3 februarie 1901, Göteborg, Suedia – d. 25 octombrie 1982, Göteborg, Suedia) a fost un săritor în apă ce a reprezentat Suedia, medaliat olimpic. A participat la 2 ediții ale Jocurilor Olimpice (1920, 1924) în care a câștigat o medalie de aur.